# Zircalloy
Zircalloy (ook wel zircaloy genoemd) is een metaallegering die voor meer dan 90 procent uit zirkonium bestaat. Zirkonium wordt vooral toegepast in de chemische apparatenbouw (sproeikoppen, pomponderdelen, buizen en ventielen), omdat het element over een zeer hoge corrosiebestendigheid beschikt. Naast zirkonium bevat de legering een kleine hoeveelheid tin (ca. 1,5 procent) en andere metalen zoals ijzer, nikkel, chroom of niobium.
Vanwege de kleine werkzame doorsnede voor neutronen ofwel de hoge doorlaatbaarheid van neutronen wordt zircalloy voor de cilindrische hulzen van brandstofstaven in kernreactors gebruikt. In deze hulzen bevindt zich de kernbrandstof, meestal uraniumdioxide of MOX-brandstof, in de vorm van pellets. Om een zo hoog mogelijke warmtegeleiding te bereiken wordt er in de ruimte tussen de zircalloyhuls en de kernbrandstof helium geperst.
Over het algemeen is corrosie van zircalloy-onderdelen in een kernreactor onvermijdelijk. De corrosie, en daarmee de dikte van de oxidelaag, neemt na verloop van tijd toe. De omvang van de corrosie wordt vooral bepaald door de kwaliteit van het materiaal, de hulstemperatuur en de chemische samenstelling van het omringende koelwater. De straling in een reactor is eveneens van invloed op de structuur van het hulsmateriaal. Corrosie is de voornaamste reden dat de levensduur van brandstofelementen in een kernreactor tot ongeveer drie tot vijf jaar begrensd is.